# Georges Masri
Georges Masri (ur. 26 maja 1968 w Aleppo) – syryjski duchowny melchicki, arcybiskup Aleppo od 2021. 

## Życiorys
Święcenia kapłańskie otrzymał 24 kwietnia 1999 i został inkardynowany do archieparchii Aleppo. Po święceniach pracował jako proboszcz parafii św. Dymitra. W 2013 zwolniony z obowiązków duszpasterskich i mianowany syncelem archieparchii.
Synod Kościoła melchickiego wybrał go na arcybiskupa Aleppo. 17 września 2021 papież Franciszek zatwierdził ten wybór. Sakry udzielił mu 27 listopada 2021 melchicki patriarcha Antiochii – arcybiskup Youssef Absi.